# Mindaugas Katelynas
Mindaugas Katelynas (16 de maig de 1983, Kaunas, Lituània) és un exjugador de bàsquet lituà que jugà al Club Bàsquet Lucentum Alacant i al Club Deportivo Baloncesto Sevilla de la Lliga ACB, entre d'altres.